# 1480
1480 (MCDLXXX) fue un año bisiesto comenzado en sábado del calendario juliano.

## Acontecimientos
- Da inicio la Guerra del Salitre entre tarascos y tecos por el control de las salinas en la región mexicana de Colima.
- Invención del astrolabio para navegación.
- Los Reyes Católicos convocan las Cortes de Toledo.
- Matías Corvino, rey de Hungría, sitia la ciudad de Maribor.
- 6 de marzo - Se firma el Tratado de Alcazobas-Toledo mediante el cual los Reyes Católicos reconocen las conquistas africanas de Alfonso V de Portugal, que cede las Islas Canarias a España.
- 28 de julio - Mehmed II fracasa en su invasión a Rodas.
- Ludovico Sforza alcanza la regencia en Milán.
- Firma de la permuta de tierras entre el último de los Zuazo y Rodrigo Ponce de León (en la actual San Fernando, en Andalucía)
- El Gran encuentro del río Ugrá que marcó el fin del dominio del mundo Tártaro sobre Rusia.

## Nacimientos
- Damián Forment (1480-1540), escultor español iniciador del Renacimiento.
- Fernando de Magallanes (1480-1521), navegante portugués, descubridor del pasaje interoceánico que lleva su nombre, situado en el extremo sur del continente americano.
- Diego de Ordás (1480-1532), descubridor y explorador de las Indias, hombre de confianza de Hernán Cortés. Primer europeo en ascender al volcán Popocatépetl, México. Descubridor del río Orinoco.
- Joachim Patinir, pintor del Renacimiento
- 1 de octubre - Cayetano de Thiene.

## Sin Fecha
- Isabel Howard, esposa de Tomás Bolena, madre de Ana Bolena, Jorge Bolena y María Bolena (f. 1538).

## Fallecimientos
- 6 de junio: Vecchietta, pintor italiano.
- 6 de julio: Antonio Squarcialupi, organista italiano.
- Pedro Tafur, viajero y escritor español.